# لي موريس (لاعب كرة قدم أمريكية)
لي موريس (بالإنجليزية: Lee Morris) هو لاعب كرة قدم أمريكية أمريكي، ولد في 14 يوليو 1964 في أوكلاهوما سيتي في الولايات المتحدة.

## وصلات خارجية
- لي موريس على موقع مرجع كرة القدم المحترفة.كوم (الإنجليزية)